# Jõeküla (Hiiumaa)
Jõeküla is een plaats in de Estlandse gemeente Hiiumaa in de gelijknamige provincie. De plaats heeft de status van dorp (Estisch: küla).
Tot in oktober 2017 hoorde Jõeküla bij de gemeente Käina. In die maand werden de vier gemeenten van de provincie Hiiumaa samengevoegd tot één gemeente Hiiumaa.

## Bevolking
Het dorp had 19 inwoners op 31 december 2011 en 16 inwoners op 31 december 2021.

## Ligging
De plaats ligt aan de zuidkust van het eiland Hiiumaa. Ten zuidwesten van Jõeküla ligt het eiland Kassari. Tussen Jõeküla en Kassari lgt de baai Vaemla laht. De rvier Vaemla, die uitkomt in de baai, vormt de grens tussen Jõeküla en het buurdorp Niidiküla. De Tugimaantee 83, de secundaire weg van Suuremõisa via Käina naar Emmaste, komt door Jõeküla.

## Geschiedenis
Jõeküla heette tot in 1977 Jõe. De naamsverandering werd doorgevoerd bij de gemeentelijke herindeling van dat jaar. De plaats werd voor het eerst genoemd in 1726 onder de Duitse naam Bach-Dorff. De Bach (beek) is de Waimelsche Bach, de Duitse naam voor de rivier Vaemla. In 1798 heette de plaats Joe. Ze lag op het landgoed van Waimel (Vaemla).
In 1977 werd het buurdorp Pasti bij Jõeküla gevoegd.